# Koen Peeters
Koen Peeters (Turnhout, 9 marzo 1959) è uno scrittore belga.
I suoi romanzi sono stati tradotti in diverse lingue. Nel 2010 ha ricevuto il prestigioso premio Ferdinand Bordewijk Prize per il romanzo De bloemen. Egli compose un'opera intitolata ''Grande romanzo europeo'' ispirandosi alla struttura dell'opera ''Il sistema periodico'' di Primo Levi, il quale intitolò ogni racconto della sua opera con il nome di un elemento della tavola periodica. Koen Peeters fece lo stesso,  ma sostituendo le capitali delle nazioni europee agli elementi della tavola periodica. L'opera venne tradotta in varie lingue. Nel 2017 ha inoltre ricevuto il premio ECI Literature Prize per De mensengenezer.

## Alcune opere
- 1988 – Conversaties met K, Meulenhoff/Kritak, Smsterdam/Lovanio
- 1991 – Bezoek onze kelders, Meulenhoff/Kritak, Amsterdam/Lovanio
- 1993 – De postbode, Meulenhoff/Kritak, Amsterdam/Lovanio
- 1996 – Het is niet ernstig, mon amour, Meulenhoff, Amsterdam
- 1997 – Bellevue/Schoonzicht (con Kamiel Vanhole), Meulenhoff, Amsterdam
- 2001 – Acacialaan, Meulenhoff, Amsterdam
- 2004 – Mijnheer sjamaan, Meulenhoff Literair, Amsterdam
- 2006 – Fijne motoriek, Meulenhoff/Manteau, Amsterdam/Anversa
- 2007 – Grote Europese roman, Meulenhoff/Manteau, Amsterdam/Anversa
- 2017 - De mensengenezer,  De Bezige Bij., Amsterdam/Anversa